# Ethochorema secutum
Ethochorema secutum là một loài Trichoptera trong họ Hydrobiosidae. Chúng phân bố ở miền Australasia.